# جيل قوا
جيل قوا (بالفارسية: جیل‌قوا) هي قرية تقع في قسم بسطام الريفي (مقاطعة تشايبارة) في إيران.